# Teana
Teana es una localidad italiana de la provincia de Potenza, región de Basilicata, con 683 habitantes.

## Evolución demográfica
| Gráfica de evolución demográfica de Teana entre 1861 y 2001 |
|                                                             |
| Fuente ISTAT - Elaboración gráfica por parte de Wikipedia   |

## Galería

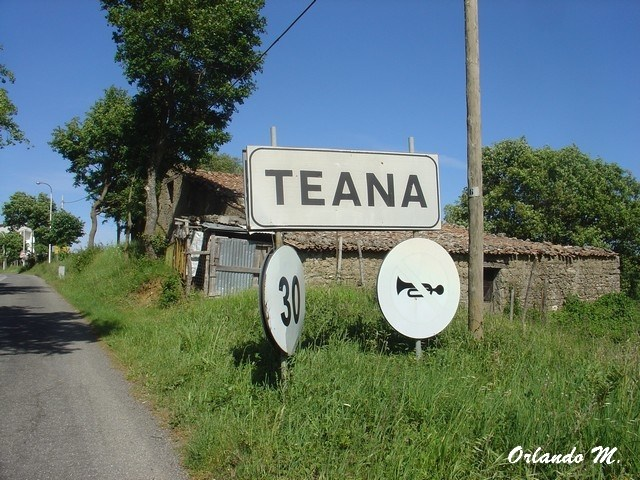
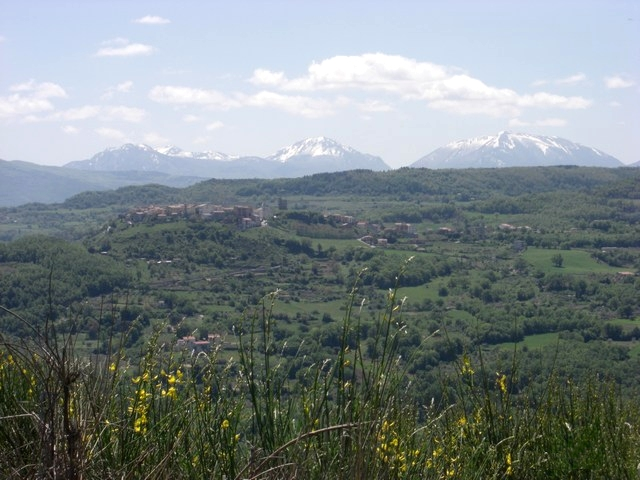
Teana
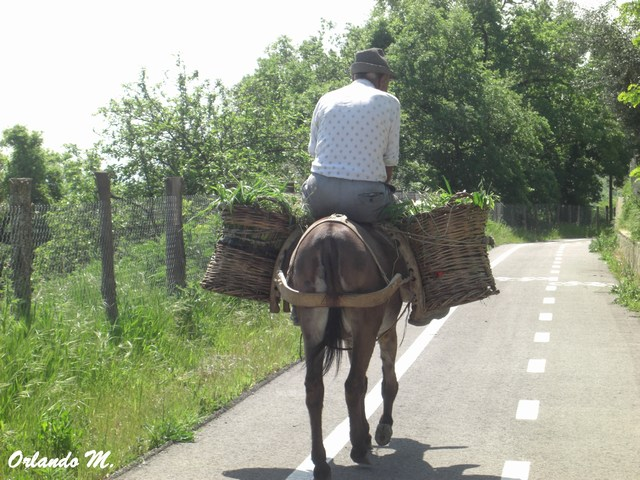
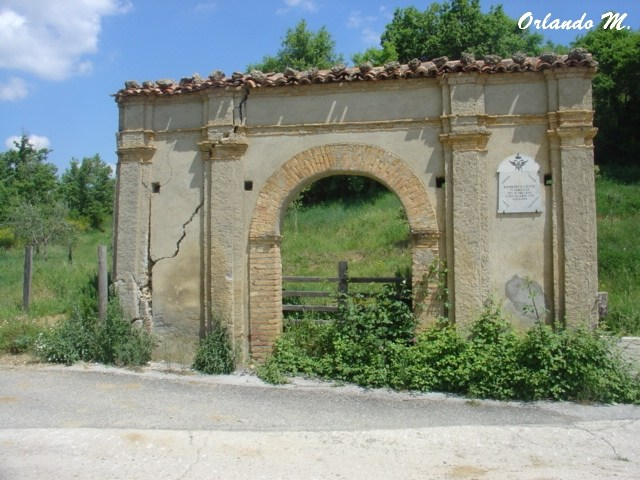
Entrada del antiguo castillo de Teana